# Ludus Tonalis
Pour les articles homonymes, voir Ludus (homonymie).
Ludus Tonalis « jeu de sons » sous-titré « Kontrapunktische, tonale und klaviertechnische Übungen » (Études, ou exercices contrapuntiques, tonaux et techniques pour le piano) est un recueil de vingt-cinq morceaux pour piano de Paul Hindemith, composé en 1942. Œuvre-projet qui expose la nouvelle théorie tonale du compositeur en dévaluant la dualité majeur-mineur et le concept de modulation, l'auteur s'appuie sur une série de douze sons dans l'ordre décroissant d'affinité harmonique avec la note de départ. Constitué de douze fugues séparées par onze interludes, l'ouvrage revendique sa parenté historique avec Le Clavier bien tempéré de Jean-Sébastien Bach . L'œuvre est créée à Chicago en 1943 par Willard MacGregor.

## Structure
1. Praeludium
2. Fugue 1 (lento)
3. Interlude 1 (moderato energia)
4. Fugue 2 (allegro)
5. Interlude 2 (pastorale moderato)
6. Fugue 3 (andante)
7. Interlude 3 (scherzando)
8. Fugue 4 (lento grazioso)
9. Interlude 4 (vivace)
10. Fugue 5 (vivace)
11. Interlude 5 (moderato)
12. Fugue 6 (tranquillo)
13. Interlude 6 (marcia)
14. Fugue 7 (moderato)
15. Interlude 7 (molto largo)
16. Fugue 8 (con forza)
17. Interlude 8 (allegro molto)
18. Fugue 9 (moderato, scherzando)
19. Interlude 9 (molto tranquillo)
20. Fugue 10 (allegro moderato, grazioso)
21. Interlude 10 (allegro pesante)
22. Fugue 11 (lento)
23. Interlude 11 (valse)
24. Fugue 12 (molto tranquillo)
25. Postludium

## Source
- François-René Tranchefort (dir.), Guide de la musique de piano et de clavecin, Paris, Fayard, coll. « Les Indispensables de la musique », 1987, 867 p. (ISBN 978-2-213-01639-9, OCLC 17967083), p. 414–415